# Robert William Michael de Winton
Robert William Michael de Winton, britanski general, * 1908, † 1947, Pulj.